# Епископ ваљевски Милутин
Милутин  (световно Михаило Кнежевић; Мијачи, 10. јануар 1949 — Београд, 30. март 2020) био је епископ ваљевски. Епископ аустралијско-новозеландски био је од 2003. до 2006. године.

## Биографија
Рођен је 10. јануара 1949. године у селу Мијачи у околини Ваљева. Са 13 година отишао је у манастир Каона, у коме је био искушеник до 26. октобра 1963. године. Тада га је епископ шабачко-ваљевски Јован Велимировић, замонашио у манастиру Петковица. Већ сутрадан је рукоположен у чин ђакона, а после десет дана у Осечини је рукоположен у чин јеромонаха. Године 1979. посетио је Христов гроб у Јерусалиму. Године 1981. епископ Јован Велимировић унапредио га је у чин синђела, а 1987. године у чин протосинђела.
По шест месеци је био секретар Епархије канадске и парох у Нијагари. По повратку у манастир Каона, епископ шабачко-ваљевски Лаврентије Трифуновић га је 1994. године унапредио у чин игумана и од 7. фебруара 1996. је био старешина манастира. Унапређен је 17. октобра 1998. у чин архимандрита. Постављен је за архијерејског намесника посавотамнавског 17. маја 1999. године.
У мају 2003. године изабран је за епископа аустралијско-новозеландског.. 20. јула 2003. године, у Саборној Цркви у Београду Хиротонисан за епископа аустралијско-новозеландско. Дана 30. децембра 2003. године епископ банатски Никанор устоличио епископа Милутина у трон Епископа аустралијско-новозеландског Новограчаничке Митрополије.
За епископа ваљевског изабран је 2006. године и устоличен 26. септембра 2006. у Ваљеву.
Повређен је 3. јуна 2013. у саобраћајној несрећи на аутопуту Београд—Ниш враћајући се са прославе 1.700 година од доношења Миланског едикта у Нишу.
Преминуо је 30. марта 2020. године у КБЦ Др Драгиша Мишовић од последица болести COVID-19 током пандемије вируса корона. Сахрањен је у Саборној цркви у Ваљеву 1. априла 2020.